# Battaglia di Abido
La battaglia di Abido fu una vittoria navale ateniese avvenuta durante la guerra del Peloponneso. Nella battaglia, la flotta spartana, comandata da Mindaro, tentò di raggiungere una piccola flotta alleata che era stata spinta verso la costa a Dardano, ma fu attaccata dalla flotta ateniese, comandata da Trasibulo. Il combattimento fu a lungo incerto, ma verso sera l'arrivo di Alcibiade coi rinforzi ateniesi fece pendere la bilancia in favore di questi ultimi e la flotta peloponnesiaca fu costretta a fuggire alla sua base di Abido, subendo nella ritirata gravi perdite.

## Preludio
Ancor prima della vittoria ateniese di Cinossema, la flotta ateniese aveva stabilito la sua base a Sesto, da dove poteva rispondere velocemente a qualunque mossa della flotta spartana, stabilitasi ad Abido. Ad un anno di distanza dalla sconfitta Mindaro, il navarco spartano, ordinò al comandante siracusano Dorieo di unirsi a lui ad Abido con 14 navi, sperando di concludere la guerra con una vittoria decisiva. Dorieo, come ordinato, salpò da Rodi diretto a nord, dirigendosi verso l'Ellesponto. Prima di raggiungere Abido, comunque, fu notato dalle vedette ateniesi e spinto verso la costa. Senofonte riporta che fu intrappolato a Rhoiteion, mentre Diodoro Siculo accredita la località di Dardano; Donald Kagan suggerisce che Dorieo, spinto verso la costa a Rhoiteion, abbia tentato di avanzare un po' verso Abido, prima di essere intrappolato una seconda volta a Dardano.
Venendo a conoscenza della situazione critica di Dorieo, Mindaro si affrettò a raggiungerlo abbandonata Troia, dove aveva fatto dei sacrifici ad Atena, si diresse verso Abido, mentre Farnabazo mise in movimento il suo esercito per aiutare Dorieo da terra. Però una volta uscito con le navi da Abido, gli Ateniesi uscirono da Sesto per contrastarlo.

## Battaglia
Mindaro, dopo essersi svincolato dagli avversari e unito alle forze di Dorieo, aveva a disposizione una forza di ben 97; la flotta ateniese ne contava 74. Gli Spartani si schierarono per la battaglia colla costa asiatica dell'Ellesponto alle loro spalle, con Mindaro che comandava il lato destro e i Siracusani quello sinistro; gli Ateniesi si schierarono di fronte a loro, con Trasibulo che comandava il lato destro e Trasillo quello sinistro.
La battaglia iniziò col segnale dei comandanti, che fu trasmesso alle flotte dai trombettieri. Seguì una battaglia equilibrata, coi piloti che tentavano di speronare e mettere fuori combattimento le triremi nemiche, mentre i marinai combattevano sui ponti contro i loro nemici ogni qualvolta venivano a contatto.
Con il passare delle ore, nessuna delle due parti era fu capace di prevalere, fino a quando Alcibiade apparve con 18 triremi provenienti da Samo: inizialmente, entrambe le flotte credettero che i rinforzi fossero i loro, ma Alcibiade espose una bandiera rossa, il segno prestabilito che informava gli Ateniesi.
Capendolo, la flotta spartana fuggì ad Abido, ma ebbe gravi perdite durante il viaggio, visto che gli Ateniesi attaccarono le navi esterne. Alla fine, nel tentativo di limitare i danni, Mindaro decise di tirare in secca le navi, protetto dalle truppe del satrapo Farnabazo, che si spinse addirittura in acqua col cavallo per dare l'esempio alla sua fanteria e alla sua cavalleria; ciononostante, gli Ateniesi catturarono 30 navi recuperando anche le 15 loro, sottratte dagli Spartani nella battaglia di Cinossema.

## Conseguenze
Dopo questa disastrosa sconfitta, Mindaro riportò la flotta spartana ad Abido per ripararla e ricostruirla; chiese a Sparta dei rinforzi e studiò con Farnabazo future campagne. Gli Ateniesi, frattanto, non riuscirono a sfruttare il vantaggio guadagnato. Potendo disporre di un numero limitato di soldati e dovendo per giunta affrontare una crisi in Eubea, dove era scoppiata una rivolta; gli Ateniesi non riuscirono a portare tutta la loro flotta nell'Ellesponto, perché 30 navi, comandate da Teramene, furono inviate a sedare la ribellione in Eubea. Il contingente inviato non impedì ai ribelli di costruire una strada rialzata diretta in Beozia, ma Teramene riuscì a racimolare una somma considerevole di denaro saccheggiando i territori ostili dell'Eubea, in Boezia e nell'Egeo.
Poco dopo la battaglia giunse il satrapo Tissaferne, che in quel periodo si trovava in Ionia. Alcibiade, che era stato suo assistente, convinto di avere ancora influenza presso la sua corte, veleggiò incontro, portandogli doni. Purtroppo aveva giudicato male situazione, perché gli Spartani si erano lamentati col re persiano degli aiuti troppo scarsi dati loro da Tissaferne e il satrapo, dovendo dimostrare il suo impegnò nel contrastare le azioni nemiche, arrestò Alcibiade e lo imprigionò a Sardi.
Alcibiade scappò dopo un mese, ma la possibilità di contare sull'appoggio di Tissaferne era completamente svanita.